# Лончник (Опольське воєводство)
Лончник (пол. Łącznik, нім. Lonschnik) — село в Польщі, у гміні Біла Прудницького повіту Опольського воєводства.
Населення — 1174 особи (2011).

## Демографія
Демографічна структура станом на 31 березня 2011 року:
|          | Загалом | Допрацездатний вік | Працездатний вік | Постпрацездатний вік |
| -------- | ------- | ------------------ | ---------------- | -------------------- |
| Чоловіки | 595     | 103                | 421              | 71                   |
| Жінки    | 579     | 77                 | 364              | 138                  |
| Разом    | 1174    | 180                | 785              | 209                  |